# Urarteiska

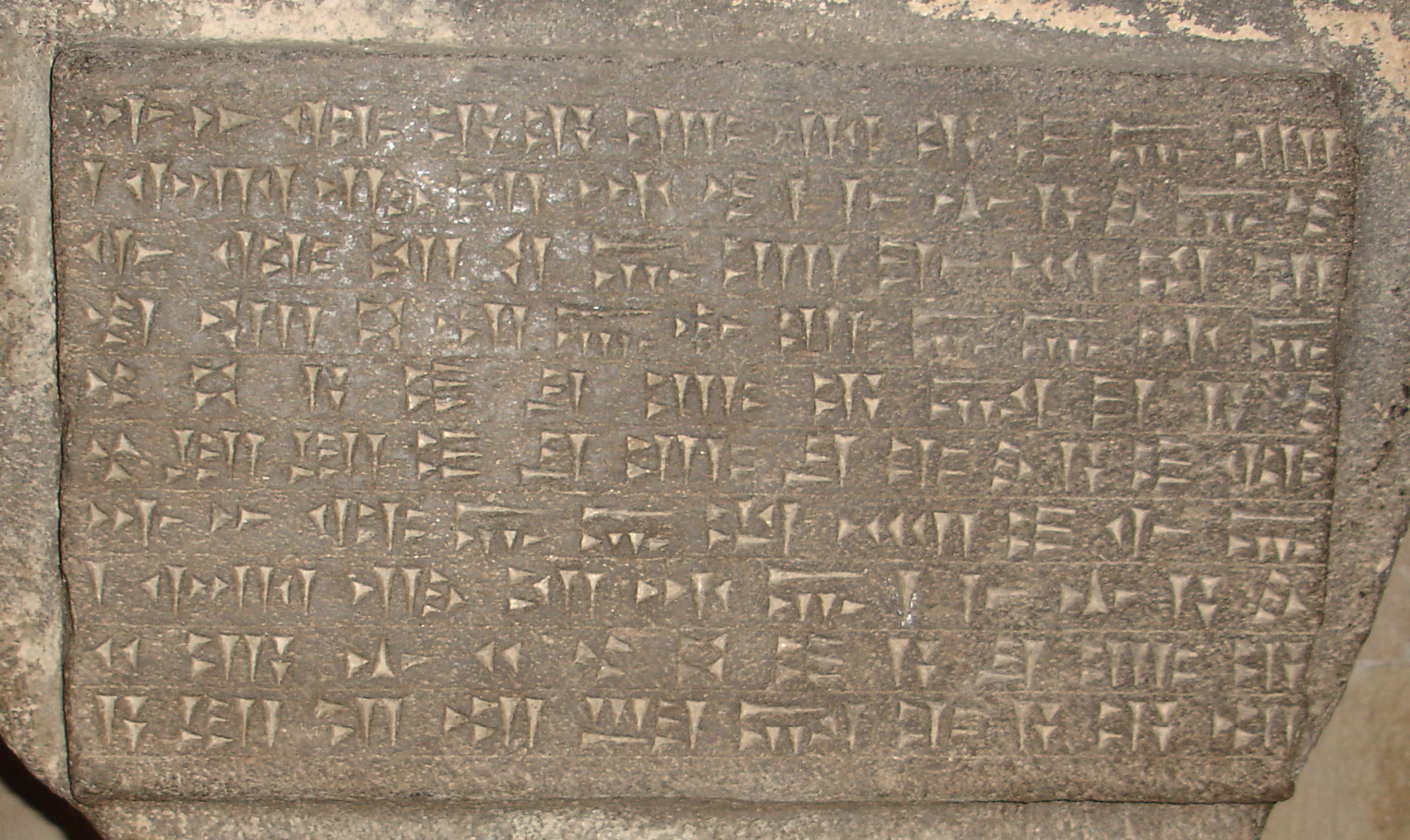
Urarteisk inskrift i kilskrift, utställd i Erebuni-museet i Jerevan. Inskriften lyder: "Till guden Ḫaldi, Herren, har Argišti I, Menuas son, byggt detta tempel och denna mäktiga borg. Jag bestämde Irbuni (=Erebuni) som dess namn, Biai-länderna (=Urartu) herraväldet och Lului-länderna (=utlandet) underkastelsen. Genom Ḫaldis storhet är jag, Argišti, Menuas son, den starke kungen, kungen av Biai-länderna, staden Tušpas herde." För en transkription och grammatisk analys av texten se vidare nedan.

Urarteiska (även kallat kaldiska) var ett språk som talades under första årtusendet f.Kr. av urarteerna i området för nuvarande östra Turkiet och Armenien. Beteckningen "urarteiska" kommer från den arameiska benämningen på området "Urartu". Urarteerna själva betecknade sitt område Biai-nili. Deras egen beteckning för sitt språk är inte känd. 
De äldsta bevarade texterna härstammar från Sarduri I:s regering i slutet av nionde århundradet f.Kr. När riket Urartu gick under cirka 200 år senare försvinner också de skriftliga källorna från denna tid. Om urarteiskans vidare utveckling är ingenting känt. På grund av källäget kan man anta att urarteiskans utbredning i tid och rum inskränktes till riket Urartu. Efter dechiffreringen av (den nyassyriska) kilskriften blev språket åter tillgängligt för forskningen, men förblev fram till på 1930-talet relativt outforskat.

## Klassificering
Urarteiskan är nära besläktad med hurritiskan. I övrigt kan den hurritisk-urarteiska språkfamiljen hittills inte inordnas i någon annan, större språkfamilj. Flera vetenskapsmän förmodar en släktskap med de nordöstkaukasiska språken, men denna är ännu inte bevisad. 
En effektiv bevisning av denna teori försvåras dessutom därigenom att gruppen nordöstkaukasiska språk är mycket diversifierad och rekonstruktionen av ett gemensamt nordöstkaukasiskt protospråk är oklar. 
Urarteiska är ett agglutinerande ergativt språk med grundordföljden subjekt objekt predikat. Liksom i många andra ergativspråk finns fenomenet Suffixaufnahme. Däremot är avsaknaden av antipassivum atypisk. 

### Släktskap med hurritiskan
Trots det geografiska och tidsmässiga avståndet – hurritiskan talades ett helt årtusende tidigare och dog cirka fyra århundraden före de första beläggen för urarteiskan – är urarteiska och hurritiska närbesläktade språk. Långtgående överensstämmelser finns till exempel i nominalmorfologin. Även personliga pronomen är likartade, men däremot avviker relativpronomen och verbalmorfologin starkt. Man utgår från att ett gemensamt ursprungsspråk har existerat, men av detta finns inga vittnesbörd kvar. Hurritiskan är väsentligt bättre känd och var redan tidigare undersökt av forskningen och har på grund av detta lämnat ett viktigt bidrag till förståelsen av urarteiskan. 
Följande tabell ska uppvisa likheter och avvikelser i ordförråd och grammatik mellan de båda språken genom några exempel. 
| urarteiska | hurritiska | betydelse               |
| ---------- | ---------- | ----------------------- |
| esi        | eše        | ort                     |
| šuri       | šauri      | vapen                   |
| mane       | mane       | 3:e sg. pers.           |
| -ḫi        | -ḫi        | tillhörighetssuffix     |
| -še        | -š         | ergativ                 |
| -di        | -tta       | 1:a. sg. abs.           |
| ag-        | ag-        | leda                    |
| ar-        | ar-        | ge                      |
| man-       | mann-      | vara                    |
| nun-       | un-        | komma                   |
| -di        | -da        | direktiv                |
| -u-        | -o-        | transitivitetsmarkering |
| qiura      | eše        | jord                    |
| lutu       | ašte       | kvinna                  |

## Skrift
Tre olika skrifttyper har bevisligen används för urarteiskan:
- Kilskrift
- Urarteiska hieroglyfer
- Luviska hieroglyfer

### Kilskrift
Den urarteiska kilskriften går tillbaka på den nyassyriska kilskriften. Den är huvudsakligen en stavelseskrift, men även logogram används. Skriften visar i motsats till andra kilskrifter en stor regelbundenhet, det vill säga att skrivtecknen i stor utsträckning är standardiserade. I princip två varianter av skriften finns belagda, den ena för skrivande på lertavlor, den andra för inskrifter på klippväggar. I inskrifter på klippväggar överkorsar kilarna inte varandra, vilket skulle förenkla arbetet för stenhuggaren. 
I motsats till i akkadiskan motsvarar ett tecken precis ett ljudvärde, KVK-tecken är sällsynta och det förekommer nästan uteslutande tecken med ljudvärdena V, VK och KV (V=vokal, K=konsonant). Dubbelkonsonanter uttrycks inte i skriften. För att undvika hiatus i skriften används tecknet gi, exempelvis skrivs namnet Uīšdi (assyriska) som u-gi-iš-ti.

### Urarteiska hieroglyfer
De urarteiska hieroglyferna har ännu inte dechiffrerats. Hittills har för få skriftliga källor upptäckts och publicerats för att en framgångsrik dechiffrering ska kunna företas. Ett ytterligare hinder är att de kända dokumenten är relativt kortfattade och därmed knappast erbjuder ansatspunkter för dechiffrering. Endast vissa hieroglyfer på kärl kan tolkas som måttsangivelser, och just  måttsenheten  aqarqi och  måttsenheten ṭerusi. Tolkningen var möjlig därför att olika kärl innehöll markeringarna på kanterna omväxlande i hieroglyfer eller kilskrift. Andra dechiffreringsförsök har hittills misslyckats eller varit av rent spekulativ natur.

### Luviska hieroglyfer
Luviska hieroglyfer är den minst belagda skrifttypen för urarteiskan och är endast kända från Altıntepe. Likväl har de enstaka beläggen lett till vissa ändringar i läsningen av de luviska hieroglyferna, särskilt för läsning av en pilliknande hieroglyf  som za. Som konsekvens måste även vissa andra luviska hieroglyfer korrigeras, vilket sammantaget också har lett till en bättre förståelse av det luviska språket. Även här var måttangivelser på kärl den utlösande faktorn, nämligen  á - ḫá+ra - ku för aqarqi och  tu - ru - za eller
 tu+ra - za för ṭerusi. Avvikelserna från den urarteiska formen är betingade av hieroglyfluviskans speciella ortografi.

## Dechiffrering och vetenskapshistoria
Spår av den urarteiska kulturen upptäcktes 1827 av den tyske orientalisten F. E. Schulz i den tidigare urarteiska huvudstaden Tušpa. Schulz gjorde också flera kopior av de kilskriftstexter som hade upptäckts där, men utan att kunna dechiffrera eller inordna den skrift som användes. Hans kopior utgjorde dock länge grundvalen på vilken europeiska forskare försökte förstå skriften och språket. 
Efter dechiffreringen av den nyassyriska kilskriften, på vilken alla då kända urarteiska skrifter var avfattade, blev det snabbt klart att det handlade om urarteiska och inte om assyriska eller ett annat känt språk. Olika försök att tyda språket med hjälp av modernare språk misslyckades (F. Lenormant 1871 med georgiska, A. D. Mordtmann 1872–1877 med armeniska). Slutligen ledde bearbetandet av de urarteisk-nyassyriska bilingverna från Kelišin och Topzawä till framsteg i tydandet av språket.
Efter ett kort avbrott i forskningen på grund av första världskriget kom slutligen A. Götze och J. Friedrich genom att studera bilingverna till de avgörande genombrotten i klargörandet av ordförrådet (Götze 1930) och grammatiken (Friedrich 1933, Götze 1935). Likheterna med hurritiskan, som under tiden också blivit känd, registrerades och underlättade den vidare tydningen av urarteiskan, även om frågan om genetisk släktskap mellan språken ännu inte undersöktes s. 
G. A. Melikisjvili publicerade 1963 på ryska en omfångsrik grammatik över urarteiskan och den hittills enda ordlistan, som till största delen fortfarande anses som riktig. Detta verk utgavs på tyska 1971 och blev först därigenom tillgängligt för de flesta fornorientalisterna. I. M. Djakonov fastslog på 1970-talet den genetiska släktskapen mellan hurritiska och urarteiska. Tills idag har urartologin gjort vidare framsteg, framför allt på grammatikens område, men inga fler större genombrott har uppnåtts. En väsentlig del av ordförrådet är fortfarande inte känd. 

## Fonetik och fonologi
Kännedomen om urarteiskans fonologi stöder sig på de texter som skrivits i nyassyrisk kilskrift och de språkljud som urskiljs där. Det faktiska uttalet förblir följaktligen oklart, och den framställning som ges här orienterar sig mot det sannolika uttalet av kilskriften på akkadiska. Den vanliga skrivningen i den transkription som förekommer i facklitteraturen anges inom klamrar, om denna skiljer sig från det fonetiska tecknet. 

### Konsonanter
|                        | bilabial | bilabial | labio- dental | labio- dental | alveolar        | alveolar | palatal | palatal | velar  | velar | glottal | glottal |
| ---------------------- | -------- | -------- | ------------- | ------------- | --------------- | -------- | ------- | ------- | ------ | ----- | ------- | ------- |
| tonlös.                | tonande  | tonl.    | ton.          | tonl.         | ton.            | tonl.    | ton.    | tonl.   | ton.   | tonl. | ton.    |         |
| Ejektivor              |          |          |               |               | t’ (ṭ), ts’ (ṣ) |          |         |         | k’ (q) |       |         |         |
| klusiler               | p        | b        |               |               | t               | d        |         |         | k      | g     | ʔ (ʾ)   |         |
| Affrikator             |          |          |               |               | ts (s), tɬ (š)  | dz (z)   |         |         |        |       |         |         |
| Frikativor             |          |          | f             |               |                 |          |         |         | x (ḫ)  |       |         |         |
| Nasaler                |          | m        |               |               |                 | n        |         |         |        |       |         |         |
| Vibranter              |          |          |               |               |                 | r        |         |         |        |       |         |         |
| laterala Approximanter |          |          |               |               |                 | l        |         |         |        |       |         |         |
| centrala approximanter |          |          |               | w             |                 |          |         | j (y)   |        |       |         |         |

Existensen av konsonanterna q, ṭ, f och klusilen  ʾ är omstridd. De urskiljs inte konsekvent i skriften. Ett möjligt f anges dessutom alltid som p, vilket alltså är spekulativt. Åtskillnaden mellan s och š genomförs inte heller alltid konsekvent i skriften, varför det inte är klart om dessa konsonanter verkligen är olika i urarteiskan.

### Vokaler
Urarteiskan har vokalerna a, e, i och u – och därtill både korta och långa varianter av vokalerna. Långa vokaler tillkännages i skrift vid tillfälle genom Plene-skrivning, men i vissa fall står Plene-skrivning även när korta vokaler skulle förväntas. 
Huruvida vokalen o existerade kan inte utläsas ur skriften. Det är möjligt att den fanns, men med utgångspunkt i de skriftliga källorna kan det inte bevisas. I skriften görs oftast ingen differentiering mellan i och e, vilket delvis leder till problem i texttolkningen, då det existerar olika morfem som endast skiljer sig i fråga om i/e.

### Ljudutvecklingar
Ofta förekommande ljudutvecklingar är:
- ai kan bli till a, exempelvis finns formen kauki jämte kaiuki ("framför mig")
- iu kan bli till i, exempelvis qira jämte qiura ("jord")
- Konsonanten n är mycket svag och går ibland förlorad, när den i form av suffixet -ni eller -na blir påhängd och ytterligare suffix tillkommer, exempelvis uppstår šurawe ur šuri+na+we.

## Grammatik

### Ergativitet
Urarteiskan är ett ergativspråk, det vill säga att det finns två olika kasus för subjektet: å ena sidan ergativ för subjektet till ett transitivt verb och å andra sidan absolutiv för subjektet till ett intransitivt verb. Absolutiven används dessutom för det direkta objektet till transitiva verb. 
Exempel på ergativkonstruktionen:
| Urarteiska                | Översättning            | Anmärkning                                                                               |
| ------------------------- | ----------------------- | ---------------------------------------------------------------------------------------- |
| ereli+Ø nun+a+bi          | Kungen kommer.          | ereli ("kung") står i absolutiv. Verbet har intransitivitetsmarkeringen -a-.             |
| ereli+še esi+Ø tur+u+Ø+ni | Kungen förintar en ort. | ereli står i ergativ, esi (”ort”) i absolutiv. Verbet har transitivitetsmarkeringen -u-. |

### Nominalmorfologi
De flesta nomen är i-stammar, men även a- och u-stammar förekommer. Det finns endast en deklination för alla nomen, utan åtskillnad efter genus eller stamklass.  
Urarteiska kasus och deras funktioner är:
| Kasus                | Funktion                                            | Kasusändelse singular | Kasusändelse plural |
| -------------------- | --------------------------------------------------- | --------------------- | ------------------- |
| Absolutiv            | intransitivt subjekt, direkt objekt, predikatsnomen | -Ø                    | -li/-Ø              |
| Ergativ              | transitivt subjekt                                  | -še                   | -še                 |
| Genitiv              | tillhörighet                                        | -i/-ie/-ei            | -we                 |
| Dativ                | indirekt objekt, mål för en rörelse                 | -e/-ie                | -we                 |
| Lokativ              | platsangivelse                                      | -a                    | -a                  |
| Ablativ              | ursprung                                            | -tane                 | -štane              |
| Instrumental ablativ | ursprung, medel                                     | -ni/-ne               | -ni/-ne             |
| Komitativ            | sällskap                                            | -rani                 | -rani               |
| Direktiv             | målet för en rörelse                                | -edi                  | -edi/-šte           |

I singular är det ofta inte möjligt att särskilja genitiv och dativ. Dessutom bortfaller ibland genitiv- eller dativändelsen i singular. I plural är formerna för genitiv och dativ identiska. Förhållandet mellan ergativ och absolutiv har redan förklarats i avsnittet om ergativitet. Genitiv och dativ motsvarar i sina funktioner väsentligen dem i andra språk, ungefär som i latinet eller i tyskan. Direktiv används förutom sin primära funktion som angivelse av målet för en rörelse även som andra indirekt objekt, om absolutiv för det direkta objektet och dativ för ett första indirekt objekt redan är upptagna.  

#### Artikel
I urarteiskan finns en bestämd artikel, som står som suffix före kasusändelsen. Dess funktion motsvarar dock inte riktigt den bestämda artikeln i tyskan. Den exakta betydelsen är omstridd, men i översättningen återges den traditionellt som bestämd artikel, då denna betydelse i de flesta fallen kommer den närmast.  
|             | Singular | Plural |
| ----------- | -------- | ------ |
| Absolutiv   | -Ø       | -nili  |
| Andra kasus | -ni      | -na    |

I absolutiv singular kan det inte direkt urskiljas om ett ord har bestämd artikel, då den bestämda artikeln i detta fall inte markeras särskilt. 

#### Suffixaufnahme
Ett substantiv som är förbundet med ett annat substantiv som attribut i genitiv eller med tillhörighetssuffixet -ḫi måste kongruera med detta huvudord i den attributiva konstruktionen, vilket betyder att det tar upp huvudordets suffix. Detta förhållande betecknas Suffixaufnahme . Den bestämda artikeln sätts före de upptagna suffixen. I den ändelselösa absolutiven, som i singular inte heller har någon markering för den bestämda artikeln, sker ingen Suffixaufnahme. Exempelvis heter det i absolutiv (ändelselös) esi+Ø ušmaši+i "maktens ort" och i direktiv med artikel (ändelse +ni+edi) esi+ni+edi ušmaši+i+ni+ni+edi "till maktens ort".
Arrangeringen av de olika suffixen, den så kallade suffixkedjan, är underkastad en strängt fastlagd ordningsföljd: 
| 1          | 2       | 3                 | 4     | 5               |
| Substantiv | Artikel | Possessivpronomen | Kasus | upptagna suffix |

Former med samtidig besättning av positionerna 2 och 3 är inte kända. Den så kallade bestämda artikeln förhåller sig alltså i detta avseende som ett pronomen.

#### Exempel
|                       | Analys                    | Grammatik                                                                 | Översättning                     |
| --------------------- | ------------------------- | ------------------------------------------------------------------------- | -------------------------------- |
| Biainili              | Biai+nili                 | "Biai" + artikel pl.                                                      | Biai-länderna = Urartu           |
| Bianaidi              | Bia(i)+na+edi             | "Biai" + artikel pl. + direktiv                                           | in i Biai-länderna = till Urartu |
| erelawe               | ereli+na+we               | "kung" + artikel pl. + gen./dat. pl.                                      | åt kungen                        |
| taršuanarani          | taršuani+na+rani          | "människa" + artikel pl. + komitativ pl.                                  | med människorna                  |
| Ḫaldinawe šeštinawe   | Ḫaldi+i+na+we šešti+na+we | "Ḫaldi" + gen. sg. + suffixkedja "torn" + artikel pl. + gen./dat. pl.     | åt Ḫaldis torn                   |
| Argištiše Menuaḫiniše | Argišti+še Menua+ḫi+ni+še | "Argišti" + erg. sg. + "Menua" + tillhörighet + artikel sg. + suffixkedja | Argišti, Menuas son, ... (erg.)  |

### Pronomen

#### Personliga pronomen
Personliga pronomen uppträder i två former: en självständig form och en enklitisk, då den fogas som suffix till ett annat ord. Endast en 1:a och 3:e person är belagda. 
I absolutiv är de kända formerna som följer: 
|            | Singular, självständigt | Singular, enklitiskt | Plural, enklitiskt |
| ---------- | ----------------------- | -------------------- | ------------------ |
| 1:a person | ište                    | -di                  |                    |
| 3:e person | mane                    | -ni/-bi              | -li                |

Dessutom är i 1:a person singular en ergativ yeše och en dativ -me kända.
Det enklitiska personliga pronomenet används vid konjugationen av intransitiva verb till att ange den handlande personen och vid transitiva verb till att ange det direkta objektet. Suffixet -bi uppträder endast vid transitiva verb och endast i en bestämd konstellation, för detaljerna se avsnittet om verbalmorfologin. 
Betydelsen av det enklitiska personliga pronomenet är mycket svagt. Det uppträder även i kombination med det självständiga pronomenet och tjänar ibland endast till att markera en annars ändelselös absolutiv, till exempel Argišti+ni Menua+ḫi "(Det är) Argišti, Menuas son".

#### Demonstrativa pronomen
Demonstrativpronomenet uppträder endast i en självständig form, men har en delvis motsvarighet i den enklitiska bestämda artikeln. 
|                | Singular               | Plural               |
| -------------- | ---------------------- | -------------------- |
| absolutiv      | ini+Ø, ina+Ø+ni        | in(i)+nili, ina+nili |
| lokativ        | in(i)+na+a             |                      |
| instr. ablativ | in(i)+na+ni, ina+na+ni |                      |

För uppträdande av de båda stammarna ini- och ina- har ännu ingen tillfredsställande förklaring kunnat hittas. De två hypoteser som oftast framförs utgår antingen från en regelbunden ljudutveckling a → i eller från två olika demonstrativa pronomen, där ina- ska förstås som tillbakavisande i betydelsen "det nämnda". 

#### Possessiva pronomen
Endast ett fåtal former är kända. Possessivpronomenet uppträder såväl självständigt som enklitiskt:  
|            | Singular, självständig | Singular, enklitisk |
| ---------- | ---------------------- | ------------------- |
| 1:a person | šusi                   | -(u)ki              |
| 3:e person | masi                   | -i                  |

De flesta urarteiska nomen slutar på -i. Av denna anledning kan man ofta inte känna igen det suffigerade possessiva pronomenet i 1:a person singular, exempelvis šuri från šuri+i "hans vapen".

#### Ytterligare pronomen
Enskilda former av relativa och indefinita pronomen är också kända. Det relativa pronomenet ali (i absolutiv; ergativ aluše) används ofta. Av detta har avletts andra ord, som inte längre används som relativpronomen, till exempel aliki "en viss" eller aliki ... aliki ... "de ena ... de andra ..." Som indefinita pronomen fungerar två ej deklinerbara ord ainiei "någon" och giei "något", varav också sammansättningarna ui ainiei "ingen" och ui giei "inget" är kända.

### Verbalmorfologi
Urarteiskans verbalmorfologi är endast ofullständigt känd. Många former saknas eller är oklara i sin betydelse. 
Det görs åtskillnad mellan 2 numerus, singular och plural, och 3 personer. Andra person är endast belagd i imperativ. (Brev, där man skulle vänta sig 2:a-personsformer, är obegripliga och bidrar inte till en bättre förståelse av verbalmorfologin.) Verben har ingen tempusmarkering. Däremot finns förutom indikativ talrika modusformer belagda, vilka delvis även anger passiv betydelse. Antipassiviska former är inte kända. 

#### Indikativ
De kända formerna är med några få undantag alla att översätta som betecknande förfluten tid. I synnerhet finns endast en känd transitiv verbform som är att tyda som presens: ali "han säger".
Vid intransitiva verb står intransitivitetsmarkeringen -a- efter stammen. För att känneteckna det intransitiva subjektet tillfogas ett enklitiskt personligt pronomen i absolutiv. Exempelvis nun+a+di "jag kom", nun+a+bi "han kom", nun+a+li "de kom". Vid transitiva verb står däremot transitivitetsmarkeringen -u- efter stammen, och följande ändelser används för att känneteckna det transitiva subjektet (ergativ):
|            | Singular | Plural |
| ---------- | -------- | ------ |
| 1:a person | -Ø       |        |
| 3:e person | -Ø/-a    | -itu   |

Ändelsen -a i 3:e person singular användsd inte, om det direkta objektet står i plural. På ljudlagsmässiga grunder bortfaller oftast transitivitetsmarkeringen -u- före itu.
Dessutom tillfogas oftast ett enklitiskt pronomen till det transitiva verbet för att känneteckna det direkta objektet. En egendomlighet utgör valet av enklitiskt pronomen för det direkta objektet, vilket är avhängigt subjektet: För det direkta objektet står i 3:e person antingen -bi, om subjektet står i 1:a person singular, eller -ni, om subjektet står i 3:e person singular. Därigenom avlägsnas den oklarhet som kan uppstå genom användningen av subjektsmarkeringen -Ø både i 1:a och 3:e person. I de andra fallen används de vanliga enklitiska personliga pronomenen. I sällsynta fall markeras dessutom även det indirekta objektet. Då tillkommer pronomenet -me för dativen.
Avslutningsvis kan verbalmorfologin framställas som följer, med avseende på det direkta objektet. De redan nämnda "avvikelserna" framställs i fetstil. 
| transitivt verb    |                    |             |         |               |
| subjekt            | direkt objekt      | suffix      | suffix  | suffix        |
| subjekt            | direkt objekt      | transitiv   | subjekt | direkt objekt |
| 1:a pers. singular | 1:a pers. singular | + u         | + Ø     |               |
| 1:a pers. singular | 3:e pers. singular | + u         | + Ø     | + bi          |
| 1:a pers. singular | 3:e pers. plural   | + u         | + Ø     | + li          |
| 3:e pers. singular | 1:a pers. singular | + u         | + Ø     | + di          |
| 3:e pers. singular | 3:e pers. singular | + u         | + Ø     | + ni          |
| 3:e pers. singular | 3:e pers. plural   | + u         | + a     | + li          |
| 3:e pers. plural   | 1:a pers. singular | + u         | + itu   | + di          |
| 3:e pers. plural   | 3:e pers. singular | + u         | + itu   | + ni          |
| 3:e pers. plural   | 3:e pers. plural   | + u         | + itu   | + li          |
|                    |                    |             |         |               |
| intransitivt verb  |                    |             |         |               |
|                    |                    | intransitiv | –       | subjekt       |
| 1:a pers. singular | –                  | + a         |         | + di          |
| 3:e pers. singular | –                  | + a         | + ni    |               |
| 1:a pers. plural   | –                  | + a         | + li    |               |

#### Imperativ aktivum
|            | Singular | Plural  |
| ---------- | -------- | ------- |
| 2:a person | -i       |         |
| 3:e person | -inini   | -tinini |

### Modala former
Ytterligare verbformer av inte fullständigt klarlagd modal betydelse är kända. Dessa bildas oftast med hjälp av ett infix -li- och extra, ännu inte helt förstådda markeringar. Markeringen av det direkta objektet kan saknas eller följer i alla fall inte längre indikativens mönster. Betydelsen varierar mellan optativ (qapqar+u+li+ni "jag skulle vilja belägra…"), konditionalis (tur+u+li+e  "om han förstör ...") och desiderativ (ḫa+i+li+a+ni "han vill erövra ...").

### Particip
Med suffixen -auri respektive -uri bildas particip till transitiva respektive intransitiva verb. Participet till ett transitivt verb är till sin betydelse här att översätta som passivt, och participet av intransitivt verb som aktivt. 

#### Exempel
|            | Analys       | Grammatik                                                  | Översättning         |
| ---------- | ------------ | ---------------------------------------------------------- | -------------------- |
| uštadi     | ušt+a+di     | "flytta" + intrans. 1:a sg.                                | jag flyttade         |
| nunabi     | nun+a+bi     | "komma" + intrans. + 3:e sg. abs.                          | han/hon kom          |
| terubi     | ter+u+Ø+bi   | "bestämma" + trans. + 1:a sg. erg. + 3:e sg. abs           | jag bestämde det     |
| arume      | ar+u+Ø+ni+me | "ge" + trans. + 3:e sg. erg. + 3:e sg. abs. + 3:e sg. dat. | han gav det till mig |
| zatume     | zad+u+itu+me | "göra" + trans. + 3:e pl. erg. + 3:e sg. dat               | de gör mig           |
| turutinini | tur+u+tinini | "förinta" + trans. + imp. pl.                              | förinta ...!         |
| šidauri    | šid+auri     | "grunda/bygga" + particip passivum                         | byggd                |

### Ordbildning
Urarteiskan har inga sammansatta ord som svenskan. Istället för dessa används genitivförbindelser som ersättning. Följaktligen är orden vid olika tider avledda från en enda ordstam. Ändå är en rad ordbildningssuffix kända, vilka kan användas till att avleda nya ord. De viktigaste är sammanställda i denna översikt.  
| Suffix | Betydelse                                       | Exempel                               |
| ------ | ----------------------------------------------- | ------------------------------------- |
| -še    | bildar abstrakta                                | ewriše "herravälde" av ewri "herre"   |
| -uše   | bildar deverbala substantiv                     | aruše "gåva" av ar- "ge"              |
| -tuḫi  | bildar abstrakta                                | erelituḫi "kungadöme" av ereli "kung" |
| -ḫi    | bildar tillhörighetsadjektiv                    | Išpuiniḫi "Išpuinis son" (adjektiv!)  |
| -ḫali  | avleder adjektiv från toponymer                 |                                       |
| -(u)si | avleder adjektiv från substantiv eller pronomen | badusi "mäktig" från badu "makt"      |

Särskilt vanlig användning i urarteiska texter åtnjuter tillhörighetssuffixet -ḫi. Det används i kungainskrifter, för att ange kungens faders namn efter mönstret (namn) (faderns namn)+ḫi, till exempel Menua Išpuini+ḫi ("Menua Išpuinis son"). Suffixet dyker dock upp även i stadsnamn och betecknar därvid tillika stadens grundares namn, till exempel Rusa-ḫi+ni+li "Rusas stad" och Argišti-ḫi+ni+li "Argištis stad".
Verben har i princip en enstavig rot, men därtill uppträder rotutvidgningar med ännu inte helt klarlagd funktion. Till exempel är šid-išt- "bygga" bildat från verbroten šid- "grunda" med rotutvidgningen -(i)št-.

### Syntax
Urarteiskans syntax är ännu ringa utforskad. Rekonstruktionen av syntaxen försvåras genom att endast få textsorter finns bevarade (se nedan), vilka ofta – till exempel i bygginskrifter – håller sig till en relativt stelt förutbestämd satsbyggnad.  
Satsbyggnaden följer i det väsentliga mönstret subjekt – direkt objekt – verb, men en friare ordföljd är möjlig utan problem, som för att framhäva ett sakförhållande. Ofta blir en guds namn framförställt Ḫaldi+e Argišti+še E2 sidišt+u+ni dt. "Åt (guden) Ḫaldi har Argišti byggt templet".
Vid genitivkonstruktioner kan attributen stå såväl före som efter huvudordet. Den ovan nämnda principen om  Suffixaufnahme gynnar detta, då på grund av sufixkedjan det blir klart vilket ord som är huvudord och vilket som är attribut. Alltså är å ena sidan Ḫaldi+i+ni+ni alsuiši+i+ni "genom Ḫaldis storhet" och å andra sidan Menua+še Išpuini+ḫi+ni+še "Menua, Išpuinis (son)" möjliga.
Snarare otypiskt för ergativspråk är avsaknaden av ett antipassivum för bildande av satser utan patiens (i analogi med passivum i ackusativspråk), fastän hurritiskan, som är besläktad med urarteiskan, har en motsvarande konstruktion. I princip finns dock även möjligheten att på grund av att den urarteiska grammatiken är ofullständigt känd antipassiviska verbformer ännu inte har blivit igenkända som sådana. 
För att strukturera satsuppbyggnaden används de samordnande konjunktionerna eʾa "och", eʾa ... eʾa ... "såväl… som ..." och mei "men". Bisatser kan inledas med underordnade konjunktioner, nämligen awie "var", aše "om" och iu "då", eller genom relativpronomenet ali-. De enda belagda relativsatserna är sådana som syftar på substantiv i ergativ eller absolutiv.
Exempel på en relativsats. Verben är angivna i fetstil i analysen och använder ännu inte helt förstådda modala former, som avviker från indikativens konjugationsmönster: 
|              | aluše ini DUB-te tulie DIĜIRMEŠše mani UTU-ni pieni mei arḫi uruliani |
| Analys       | alu+še ini+Ø DUB-te+Ø tur+u+li+e, DIĜIRMEŠ+še mani urb+u+l(i)+a+ni    |
| Översättning | Den som utplånar denna inskrift, gudarna ska förinta honom.           |

## Texttyper
Många typiska texttyper saknas. I synnerhet har inga litterära texter bevarats. Bäst behållna och väl förståeliga är de inskrifter som är mejslade i sten. Därefter kommer texttyperna annaler, fälttågsberättelser, byggnadsinskrifter och offerlistor (framför allt i Meher-Kapısı).
De texter som bevarats på lertavlor är till största delen oklara. Det rör sig i dessa fall oftast om brev och föreskrifter från förvaltningen samt om avräkningar och mått. Vidare finns det religiösa inskrifter på talrika föremål, bland annat stelar, kärl, hjälmar och pilspetsar. Slutligen har också talrika lersigill och en rad oklara anteckningar på lera och brons upptäckts.  

## Ordförråd
Urarteiskans ordförråd kan uttydas för det första genom de få bilingverna (Kelišin-, Topzawä- och Movana-bilingverna) och för det andra genom jämförelse med de redan kända hurritiska orden. Trots detta har endast betydelsen av färre än 300 ord kunnat tydas med säkerhet (som forskningen stod 2004). Trots släktskapen med hurritiskan har endast ungefär 20% av verbstammarna kunna tolkas på detta sätt, vilket beror på att den mycket obalanserat bevarade textkorpusen. Många urarteiska texter befattar sig med fälttåg och har ingen motsvarighet i hurritiskan. Omvänt befattar sig urarteiskan knappast med teman som religiösa ritualer, vilka är talrikt företrädda i den hurritiska litteraturen. Hittills har ingen urarteiskt ord kunnat identifieras säkert som ett lånord från ett annat språk. Den enda omstridda kandidaten är  kubuši "hjälm" från akkadiska kubšu "mössa", som dock inte används i militära sammanhang.

## Undervisning i urarteiska
I den tyskspråkiga världen studeras urarteiska vid universiteten inom ramen för fornorientalistik. Urarteiska har där i jämförelse med de ”stora” språken akkadiska, sumeriska och hettitiska endast liten betydelse. Oftast erbjuds blockkurser eller enterminsintroduktioner. Normalt erbjuds dessa kurser endast efter introduktion till akkadiska och sumeriska. Därigenom är studenterna redan bekanta med kilskriften och känner redan språkliga fenomen som agglutination och ergativitet från sumeriskan, vilket underlättar inträdet i urarteiskan. 
Urarteiskans grammatik är  - såvitt den hittills är uttolkad – relativt enkel och kan läras in fort tillsammans med det kända ordförrådet på några hundra ord. Vanligen översätts inom undervisningen först enklare urarteiska inskrifter och sedan (minst utdragsvis) de kända bilingverna, där kännedom om akkadiskan förutsätts. 

## Textexempel: Grundandeinskrift i Erebuni
Denna text är en av de många bevarade byggnads- och grundandeinskrifter, som av urarteerna ofta i flerfaldigt utförande anbringades på byggnader eller klippor. Det är samma text som är avbildad i artikelns inledning. I den följande transkriptionen återges texten tecken för tecken i latinsk omskrift. Avskiljandet av de enskilda tecknen markeras med bindestreck och blanksteg. Bindestreck ska anvisa att de tecken som binds ihop bildar ett ord. Så kallade determinativer, vilka närmare specificerar det efterföljande ordet, har för bättre läsbarhet gjorts upphöjda, som d för "Gud" och KUR för "land". Speciella tecken med symbolvärde, som har tagits över som logogram med kilskriften indirekt från sumeriskan, skrivs stort i sumerisk form. Deras urarteiska uttal är inte känt. 

### Transkription
dḫal-di-e e-ú-ri-e i-ni E2
mar-gi-iš-ti-še mme-nu-a-ḫi-ni-še
ši-di-iš-tú-ni E2.GAL ba-du-si
te-ru-bi URUir-bu-ú-ni-ni ti-ni
KURbi-a-i-na-ú-e uš-ma-a-še
KURlu-lu-i-na-ú na-pa-ḫi-a-i-de
dḫal-di-ni-ni al-su-i-ši-ni
mar-gi-iš-ti-ni mme-nu-a-ḫi
LUGAL2 DAN.NU LUGAL2 KURbi-i-a-na-ú-e
a-lu-si URUtu-uš-pa-a-e URU

### Översättning
Åt guden Ḫaldi, Herren, har Argišti, Menuas son, byggt detta tempel och denna mäktiga borg. 
Jag bestämde Irbuni som dess namn, Biai-länderna (=Urartu) herraväldet och Lului-länderna (=utlandet) underkuvande. 
Genom Ḫaldis storhet är Argišti, Menuas son, den starke kungen, kungen över Biai-länderna, staden Tušpas herde.

### Analys
| Transkription | dḫal-di-e e-ú-ri-e                    | i-ni E2                                |
| Analys        | Ḫaldi+e ewri+e                        | ini+Ø E2+Ø                             |
| Grammatik     | "Ḫaldi" + dat. sg. "herre" + dat. sg. | "detta" + abs. sg. "tempel" + abs. sg. |

| mar-gi-iš-ti-še      | mme-nu-a-ḫi-ni-še                               |
| Argišti+še           | Menua+ḫi+ni+še                                  |
| "Argišti" + erg. sg. | "Menua" + tillhörighet + art. sg. + suffixkedja |

| ši-di-iš-tú-ni                               | E2.GAL            | ba-du-si            |
| šid-išt+u+Ø+ni                               | E2.GAL+Ø          | bad-usi+Ø           |
| "bauen" + trans. + 3. sg. erg. + 3. sg. abs. | "borg" + abs. sg. | "mäktig" + abs. sg. |

| te-ru-bi                                        | URUir-bu-ú-ni-ni               | ti-ni                     |
| ter+u+Ø+bi                                      | Irbuni+ni+Ø                    | tin+i+Ø                   |
| "bestämma" + trans. + 1. sg. erg. + 3. sg. abs. | "Irbuni" + art. sg. + abs. sg. | "namn" + poss. + abs. sg. |

| KURbi-a-i-na-ú-e             | uš-ma-a-še              |
| Biai+na+we                   | ušmaši+Ø                |
| "Biai" + art. pl. + dat. pl. | "herravälde" + abs. sg. |

| KURlu-lu-i-na-ú               | na-pa-ḫi-a-i-de            |
| Lului+na+we                   | napaḫ+ia+edi               |
| "Lului" + art. pl. + dat. pl. | "underkuva" + ? + dir. sg. |

| dḫal-di-ni-ni al-su-i-ši-ni                                  |
| Ḫaldi+i+ni+ni alsui-ši+ni                                    |
| "Ḫaldi" + gen.sg. + art.sg. + suffixkedja "storhet" + instr. |

| mar-gi-iš-ti-ni                  | mme-nu-a-ḫi            |
| Argišti+Ø+ni                     | Menua+ḫi               |
| Argišti + abs. sg. + 3. sg. abs. | "Menua" + tillhörighet |

| LUGAL2 DAN.NU                        | LUGAL2 KURbi-i-a-na-ú-e                        |
| LUGAL2+Ø DAN.NU+Ø                    | LUGAL2+Ø Biai+na+we                            |
| "kung" + abs. sg. ”stark” + abs. sg. | "kung" + abs. sg. "Biai" + art. pl. + gen. pl. |

| a-lu-si URUtu-uš-pa-a-e URU                             |
| alusi+Ø Tušpa+i URU(+i)                                 |
| "herde" + abs. sg. "Tušpa" + gen. sg. "stad" + gen. sg. |